# خرمال أقطع
خرمال أقطع (الاسم العلمي: Diospyros truncata) هو نوع من النباتات يتبع جنس الخرمال من الفصيلة الأبنوسية.